# Karl Bethge
Karl Bethge (* 14. Februar 1847 in Berlin; † 11. April 1900 in Bangkok) war ein deutscher Eisenbahn-Bauingenieur.
Nach abgeschlossenem Studium war Bethge ab 1871 bei der Österreichischen Südbahn tätig und wechselte 1873 zur Gotthardbahn-Gesellschaft, wo er an Planung und Bau der Gotthardbahn beteiligt war. Nach der Tätigkeit bei der Neubauverwaltung der Rheinischen Eisenbahn-Gesellschaft von 1877 bis 1879 legte er die Bauführerprüfung (das 1. Staatsexamen) und 1881 die Baumeisterprüfung (das 2. Staatsexamen) ab. Aufgrund seiner Talente und seiner seit April 1881 angeeigneten Kenntnisse erhielt er neben Ludwig Schupmann (1851–1920) sowie weiteren Personen am 17. Juni 1882 eine Reise-Prämie von 1.800 Mark zugesprochen. Zweckbestimmung war eine längere Studienreise zur Vervollkommnung der Ausbildung.
Kurze Zeit war er im technischen Büro des preußischen Ministeriums der öffentlichen Arbeiten in Berlin beschäftigt, später trat er in den Dienst der serbischen Eisenbahnverwaltung und war verantwortlich für den Bau einiger bedeutender Eisenbahnbrücken. 1885 hielt er sich als Vertreter des Unternehmens Krupp in China und zu Studienzwecken in Japan auf.
1889 wurde er vom siamesischen König Chulalongkorn (Rama V.) als Berater nach Bangkok eingeladen, wo er im November 1889 eintraf. Aufgrund seiner konstruktiven Vorschläge zur Verbesserung der siamesischen Eisenbahn wurde er bereits im folgenden Jahr zum Generaldirektor des Ressorts Königliche Eisenbahn (Royal Railway Department) im Ministerium für Tiefbau berufen. Er wurde erster Generaldirektor der 1890 gegründeten Royal Railway of Siam bis zu seinem Tod im Jahr 1900. Unter seiner Leitung und nach seinen Vorstellungen wurde – u. a. – die Nagara Rajasema Railway, die Bahnstrecke von Bangkok nach Korat (heute Nakhon Ratchasima) fertiggestellt, die heute als „Nordoststrecke“ der State Railway of Thailand bekannt ist. Auch die Eröffnung der ersten Eisenbahnlinie in Thailand von Bangkok nach Ayutthaya 1894 geht auf seine Initiative und seinen Einsatz für die heutige „Nordlinie“ zurück.
Er war Mitglied der Burschenschaft Germania Berlin und der Burschenschaft Teutonia Karlsruhe.